# Robledillo de Gata
Robledillo de Gata è un comune spagnolo di 144 abitanti situato nella comunità autonoma dell'Estremadura.